# Roger Baulu
Pour les articles homonymes, voir Baulu.
Roger Baulu (né le 28 février 1910 à Montréal, mort le 17 septembre 1997 à St-Lambert à l'âge de 87 ans) est un animateur de radio et de télévision québécois. Surnommé « le prince des annonceurs », il fut un pionnier sur les ondes de la station de radio montréalaise CKAC et à la radio et la télévision de Radio-Canada.

## Biographie

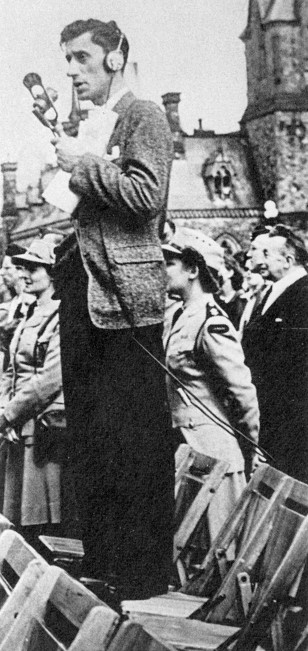
Roger Baulu en reportage à Ottawa en 1940.

Roger Baulu était le fils de Léopold Baulu, immigrant français originaire de Cahors qui s'installa à Montréal où il pratiqua son métier de maître d'hôtel, et de Adèle Dantony, fille d'immigrants alsaciens. Il a deux frères, Marcel et Jean, et une sœur, Yvette.
Roger Baulu devient rédacteur au journal Le Canada, alors dirigé par Olivar Asselin, puis lecteur de nouvelles à la station de radio CFCF de Montréal. Au début des années 1930, il devient annonceur à plein temps à la station de radio CKAC, où il animera notamment les premiers quiz radiophoniques montréalais : Radio-Encyclopédie, Radio-Marathon, La Course aux trésors.
Le 2 septembre 1936, il épouse, en l'église Notre-Dame de Montréal, Anita Finnerty, originaire de Croton-on-Hudson, un village situé dans la distante banlieue nord de la ville de New York. Elle décède à Verdun le 9 septembre 1995. Ils ont été mariés près de 60 ans.
Au début de la Seconde Guerre mondiale, il passe à la radio de Radio-Canada, où il sera annonceur, chef annonceur, réalisateur et directeur des événements spéciaux. Au cours de cette période, il participe à plusieurs grands reportages. En 1947, il devient agent libre, ce qui lui permet de travailler pour d'autres stations, dont CKVL, en plus de Radio-Canada. Il est aussi narrateur de centaines de films.
Aux débuts de la télévision au Canada, il coanime de très populaires émissions telles le quiz La Poule aux œufs d'or, avec Henri Bergeron, et l'émission de fin de soirée Les Couche-tard, avec Jacques Normand, à Radio-Canada, pendant dix ans (1960-1970).
Baulu a écrit trois livres sur la chasse et la pêche et a rédigé des textes pour l'émission Le Royaume des animaux.

## Cinéma et télévision
- 1946 : Vive le ski ! : Narration
- 1947 : Métropole : Narration
- 1951 : Avions à réaction : Narration
- 1952 : Le Rossignol et les cloches : Le maître de cérémonie
- 1958 à 1966 : La Poule aux œufs d'or (quiz télé)
- 1960 - 1970 : Les Couche-tard (TV)
- (± 1986) Le temps d'une paix télésérie : narrateur de radio
- 1987 : Le Frère André : Narration

## Récompenses
- 1977 -  Officier de l'Ordre du Canada[7]
- 1993 -  Officier de l'Ordre national du Québec[8]

## Galerie

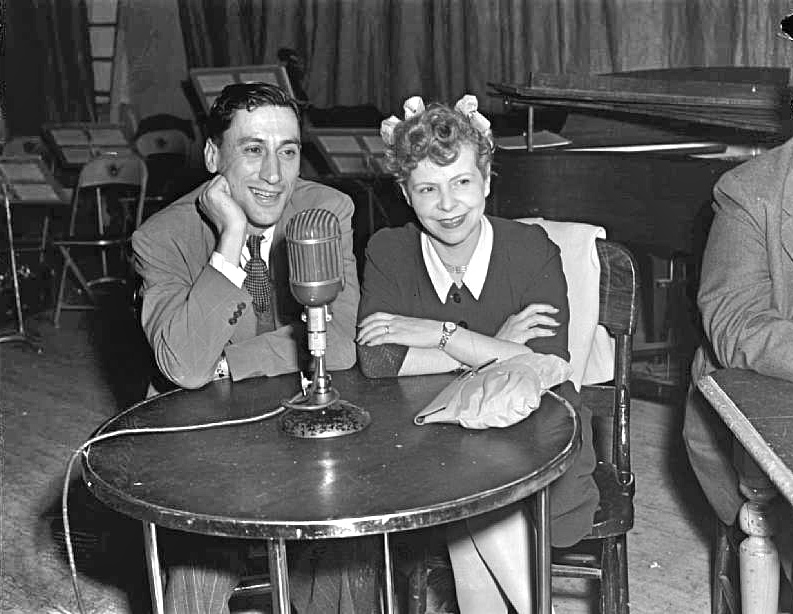
Roger Baulu et Jovette Bernier en 1944
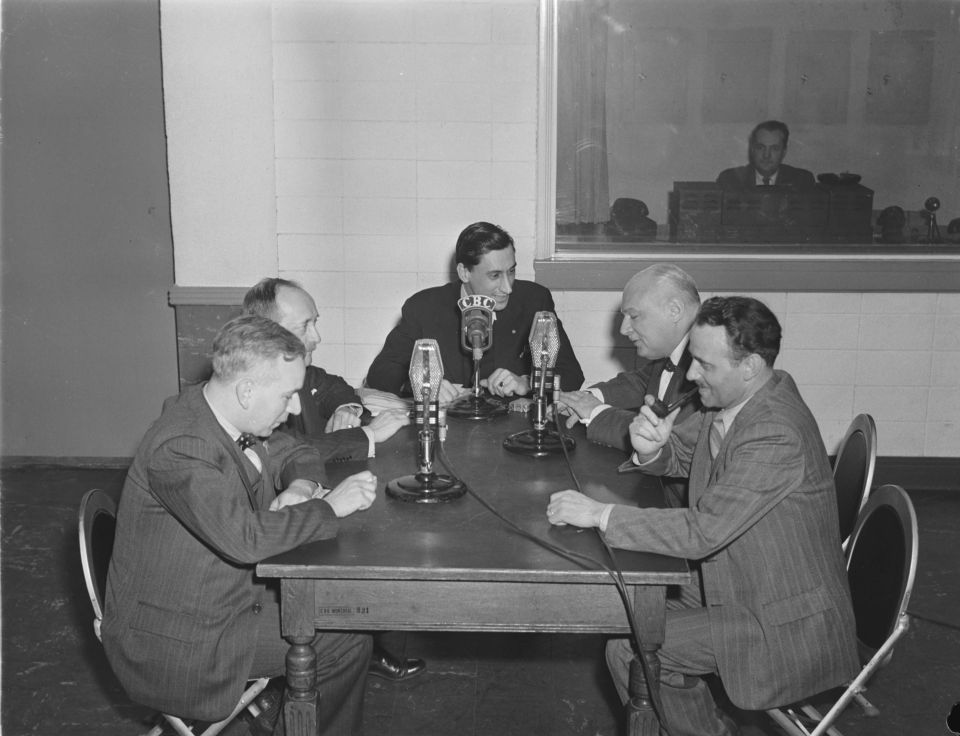
Roger Baulu avec un groupe de quatre invités en studio durant l’émission Le Mot S.V.P., Radio-Canada, Montréal, 22 février 1945.